# 幸福结局
《幸福结局》（英語：Happy Endings），又译作《幸福终点站》，是美国广播公司的一部电视情景喜剧。该剧集采用单机位拍摄，于2011年4月13日首播。包括首映在内的其后数周，该剧都以背靠背方式连播两集。该剧在第一季时收视率并不乐观，但在第二季后出现明显的上涨。
2011年5月11日，《幸福结局》获得第三季续订，共会播出22集。2013年5月10日，该剧被美国广播公司取消。

## 剧情概要
该剧主要讲述居住在芝加哥的六名好友之间发生的故事：已婚雅皮士布拉德（Brad）和简（Jane）；简的妹妹阿列克斯（Alex）；餐车老板戴夫（Dave），曾同阿列克斯订婚；戴夫的同性恋室友马克斯（Max）；以及他们的单身朋友佩妮（Penny）。
该剧开始时，六人不得不面对戴夫和阿列克斯婚约破裂给他们之间关系带来的冲击。这使得另外四人不得不选择努力维持友谊存续，或者偏向其中一方。戴夫和阿列克斯决定继续做朋友，但是之后发生了很多复杂的事情。
尽管“阿列克斯和戴夫婚约破裂带来的麻烦”是该剧早期的主要着眼点，但是随着剧情发展，该设定逐渐被淡化，剧集的重心放在了六人之间的互动关系上，这同《老友记》以及《老爸老妈浪漫史》类似。通常一集分为两条剧情线，而六个角色会以不同形式涉入其中。

## 演员阵容
- 伊丽莎·库普（英语：Eliza Coupe）饰演简·科克维奇-威廉姆斯（Jane Kerkovich-Williams）

阿列克斯的姐姐，控制欲很强。她同布拉德结婚，并希望生儿育女，过上“完美郊区生活”，但在阿列克斯和戴夫分手后十分惶恐。她极其好胜，并且总是希望控制一切。天生就是完美主义者的她目前是一家房产协会的主管。在大学时，简曾经有过一段暂时性的同性恋生活，并为了能够参加聚会而在大一时捐献了卵细胞。她和丈夫布拉德在公众场合十分亲昵，常常让他们的朋友们感到不适。她和妹妹阿列克斯都是塞尔维亚裔。
- 伊麗莎·庫斯伯特饰演阿列克斯·科克维奇（Alex Kerkovich）

简的妹妹，戴夫的前未婚妻，在结婚当天的圣坛上逃走。阿列克斯对于自己结婚当天落跑的行为十分遗憾，并且带有负罪感。她喜欢和好友佩妮一起出去同男生约会。她经营着自己的女士服饰店。在第二季，由于无意之中自己的公寓被烟雾毁坏，她搬去同佩妮同住。
- 扎克瑞·奈顿饰演戴夫·罗斯（Dave Rose）

刚刚单身，因为前未婚妻阿列克斯在结婚当天逃婚而陷入抑郁。为了追求人生梦想，戴夫辞去了自己的办公室工作，自主创业经营起自己的餐车生意。在和阿列克斯分手后，他搬去和马克斯同住。戴夫总在试图证明自己是六人中的“酷男”时意外不断，他的着装也总是被朋友取笑。
- 亚当·佩里饰演马克斯·布拉姆（Max Blum）

戴夫和布拉德自大学起的好友。他是宅男，同性恋。在第一季第四集时，经过多年由佩妮假扮自己的女友后，他向自己的父母出柜。他和刚刚单身的戴夫同居一室。尽管是犹太人，马克斯担任一家基督教教堂的牧师。马克斯目前单身且无业，在第二季时他买下一辆老式加长轿车，并试图经营自己的租车业务。
- 小达蒙·韦恩斯（英语：Damon Wayans Jr.）饰演布拉德·威廉姆斯（Brad Williams）

简的丈夫，对她言听计从。他在芝加哥的一家大型投资公司工作，是戴夫和马克斯的好友。布拉德和简最初是由戴夫在大学时介绍认识的。尽管在工作时他是一个有些古板的商人，他仍然喜欢参加特别是马克斯和戴夫进行的各种疯狂冒险。他经常表现的很女性化，但在男性朋友周围时常常刻意掩饰。在第二季终时，他所在部门被裁，他也因此失业。
- 凯西·威尔逊（英语：Casey Wilson）饰演佩妮·哈茨（Penny Hartz）

单身女性，常常担心自己永远也无法找到最佳伴侣。她总是在约会，但常常因为她的疯狂行为而使关系无法维系。她同戴夫、阿列克斯和简自小就认识。在知道马克斯是同性恋之前，曾同他短暂交往过。在同自己的心理医生交谈后，她确信并时常表现出对戴夫的好感。佩妮在工作方面十分成功。

## 制作
2010年1月19日，美国广播公司同意制作该剧的试播集。选角公告开始于2010年2月，小达蒙·韦恩斯成为第一个敲定的人选。之后另外五人的人选也陆续确定。 
2010年5月13日，美国广播公司决定将试播集发展为剧集，于2010-2011美国电视播出集作为季中新剧上映。
2011年5月13日，该剧获得第二季的续订，于2011年9月28日开始播出。2011年10月13日，由于收视率的回升，该剧由获得了6集的追加续订。2011年11月3日，美国广播公司续订了该剧第二季全部22集。

### 获奖情况
| 年度 | 奖项                   | 类别                      | 获奖者或提名者                                     | 结果 |
| ---- | ---------------------- | ------------------------- | -------------------------------------------------- | ---- |
| 2012 | 有色人种促进协会形象奖 | 杰出男配角 - 喜剧电视剧   | 小达蒙·韦恩斯                                      | 提名 |
| 2012 | 有色人种促进协会形象奖 | 最佳导演 - 喜剧电视剧     | Jay Chandrasekhar - The Girl with the David Tattoo | 提名 |
| 2012 | 有色人种促进协会形象奖 | 最佳编剧 - 喜剧电视剧     | Prentice Penny - The Girl with the David Tattoo    | 提名 |
| 2012 | Dorian奖               | 年度电视喜剧              | 幸福结局                                           | 提名 |
| 2012 | Dorian奖               | 年度LGBT剧情电视剧集      | 幸福结局                                           | 提名 |
| 2012 | Dorian奖               | 年度潜力电视节目          | 幸福结局                                           | 提名 |
| 2012 | Dorian奖               | 年度Wilde Wit奖           | 全体编剧成员                                       | 提名 |
| 2012 | GLAAD媒体奖            | 杰出喜剧电视剧            | 幸福结局                                           | 提名 |
| 2012 | 喜剧奖                 | 最佳喜剧电视剧            | 幸福结局                                           | 提名 |
| 2012 | PAAFTJ电视奖           | 最佳喜剧电视剧            | 幸福结局                                           | 提名 |
| 2012 | PAAFTJ电视奖           | 最佳演出阵容 - 喜剧电视剧 | 幸福结局                                           | 提名 |
| 2012 | 青少年选择奖           | 最抢眼男演员              | 小达蒙·韦恩斯                                      | 提名 |
| 2012 | 青少年选择奖           | 最抢眼女演员              | 凯西·威尔逊                                        | 提名 |
| 2012 | 评论家电视选择奖       | 最佳男配角 - 喜剧电视剧   | 小达蒙·韦恩斯.                                     | 提名 |
| 2012 | 评论家电视选择奖       | 最佳女配角 - 喜剧电视剧   | 凯西·威尔逊                                        | 提名 |

### 收视率
| 季别 | 档期                                                                   | 首映           | 首映          | 电视播出季 | 收视人数 （以百万计） | 排名   | 18-49岁观众收视率 | 18-49岁观众收视率排名 |
| 季别 | 档期                                                                   | 季初           | 季末          | 电视播出季 | 收视人数 （以百万计） | 排名   | 18-49岁观众收视率 | 18-49岁观众收视率排名 |
| ---- | ---------------------------------------------------------------------- | -------------- | ------------- | ---------- | --------------------- | ------ | ----------------- | --------------------- |
| 1    | 周三晚9:31（2011年4月13日） 周三晚10:00（2011年4月13日-2011年5月18日） | 2011年4月13日  | 2011年5月25日 | 2011       | 5.04                  | 105    | 2.1/5             | 75                    |
| 1    | 周三晚10:30（2011年4月20日，2011年5月5日-5月25日）                     | 2011年4月13日  | 2011年5月25日 | 2011       | 3.63                  | 122    | 1.5/4             | 103                   |
| 2    | 周三晚9:30                                                             | 2011年9月28日  | 2012年4月4日  | 2011-2012  | 6.64                  | 83     | 3.0/8             | 48                    |
| 3    | 周二晚9:00（2012年10月23日-2013年1月29日）                             | 2012年10月23日 | 2013年5月3日  | 2012-13    | 4.59                  | 98     | 1.9/5             | 77                    |
| 3    | 周二晚9:30（2013年1月29日）                                            | 2012年10月23日 | 2013年5月3日  | 2012-13    | 无数据                | 无数据 | 无数据            | 无数据                |
| 3    | 周日晚10:00（2013年1月6日-2013年1月20日）                              | 2012年10月23日 | 2013年5月3日  | 2012-13    | 无数据                | 无数据 | 无数据            | 无数据                |
| 3    | 周五晚8:00（2013年3月29日-2013年5月3日）                               | 2012年10月23日 | 2013年5月3日  | 2012-13    | 3.36                  | 127    | 1.2/5             | 119                   |
| 3    | 周五晚8:30（2013年3月19日-2013年5月3日）                               | 2012年10月23日 | 2013年5月3日  | 2012-13    | 2.83                  | 135    | 1.1/4             | 123                   |

## 註
1. ↑  在该时段播出的节目会被视为是特别节目，不会算入2012-2013播出年度的电视剧集排名中。